# Rally del Portogallo 2012
Il Rally del Portogallo, che si è corso dal 29 marzo al 1º aprile, è stato il quarto della stagione 2012 e ha registrato la vittoria di Mads Østberg.

## Risultati

### Classifica
| Pos         | Pilota                    | Co-pilota              | Auto                             | Tempo     | Distacco | Punti    |
| Generale    | Generale                  | Generale               | Generale                         | Generale  | Generale | Generale |
| ----------- | ------------------------- | ---------------------- | -------------------------------- | --------- | -------- | -------- |
| 1.          | Mads Østberg              | Jonas Andersson        | Ford Fiesta RS WRC               | 4:21:16.1 | 0.0      | 25       |
| 2.          | Evgeny Novikov            | Denis Giraudet         | Ford Fiesta RS WRC               | 4:22:49.3 | 1:33.2   | 18       |
| 3.          | Petter Solberg            | Chris Patterson        | Ford Fiesta RS WRC               | 4:23:11.7 | 1:55.6   | 15       |
| 4.          | Nasser Al-Attiyah         | Giovanni Bernacchini   | Citroën DS3 WRC                  | 4:27:21.9 | 6:05.8   | 12       |
| 5.          | Martin Prokop             | Zdeněk Hrůza           | Ford Fiesta RS WRC               | 4:27:25.3 | 6:09.2   | 10       |
| 6.          | Dennis Kuipers            | Robin Buysmans         | Ford Fiesta RS WRC               | 4:28:03.4 | 6:47.3   | 8        |
| 7.          | Sébastien Ogier           | Julien Ingrassia       | Škoda Fabia S2000                | 4:28:25.1 | 7:09.0   | 6        |
| 8.          | Thierry Neuville          | Nicolas Gilsoul        | Citroën DS3 WRC                  | 4:29:54.0 | 8:37.9   | 4        |
| 9.          | Jari Ketomaa              | Mika Stenberg          | Ford Fiesta RS WRC               | 4:31:08.9 | 9:52.8   | 2        |
| 10.         | Peter van Merksteijn, Jr. | Eddy Chevaillier       | Citroën DS3 WRC                  | 4:31:27.1 | 10:11.0  | 1        |
| 11.         | Dani Sordo                | Carlos del Barrio      | Mini John Cooper Works WRC       | 4:33:39.8 | 12:23.7  | 3        |
| 13.         | Jari-Matti Latvala        | Miikka Anttila         | Ford Fiesta RS WRC               | 4:38:18.7 | 17:02.6  | 2        |
| 14.         | Ott Tänak                 | Kuldar Sikk            | Ford Fiesta RS WRC               | 4:38:31.2 | 17:15.1  | 1        |
| SWRC        |                           |                        |                                  |           |          |          |
| 1. (16.)    | Hayden Paddon             | John Kennard           | Škoda Fabia S2000                | 4:49:41.2 | 0.0      | 25       |
| 2. (17.)    | Maciej Oleksowicz         | Andrzej Obrebowski     | Ford Fiesta S2000                | 4:54:43.5 | 5:02.3   | 18       |
| 3. (18.)    | Pedro Meireles            | Mário Castro           | Mitsubishi Lancer Evolution X R4 | 4:58:31.5 | 8:50.3   | 15       |
| WRC Academy |                           |                        |                                  |           |          |          |
| 1.          | Alastair Fisher           | Daniel Barritt         | Ford Fiesta R2                   | 2:32:02.9 | 0.0      | 28       |
| 2.          | Brendan Reeves            | Rhianon Smyth          | Ford Fiesta R2                   | 2:32:43.2 | 40.3     | 20       |
| 3.          | Pontus Tidemand           | Stig Rune Skjærmoen    | Ford Fiesta R2                   | 2:34:08.6 | 2:05.7   | 16       |
| 4.          | Timo van der Marel        | Erwin Berkhof          | Ford Fiesta R2                   | 2:37:07.9 | 5:05.0   | 12       |
| 5.          | Jose Antonio Suarez       | Candido Carrera        | Ford Fiesta R2                   | 2:39:37.4 | 7:34.5   | 10       |
| 6.          | Fredrik Ahlin             | Morten Erik Abrahamsen | Ford Fiesta R2                   | 2:42:19.6 | 10:16.7  | 11       |
| 7.          | Elfyn Evans               | Andrew Edwards         | Ford Fiesta R2                   | 2:47:58.2 | 15:55.3  | 6        |
| 8.          | João Silva                | José Janela            | Ford Fiesta R2                   | 2:49:17.7 | 17:14.8  | 4        |
| 9.          | John MacCrone             | Stuart Loudon          | Ford Fiesta R2                   | 2:52:01.9 | 19:59.0  | 2        |

### Prove speciali
| Giorno                 | Prova | Ora   | Nome                   | Lunghezza | Vincitore          | Tempo      | V. media    | Leader del rally   |
| ---------------------- | ----- | ----- | ---------------------- | --------- | ------------------ | ---------- | ----------- | ------------------ |
| Frazione 1 (29 marzo)  | PS1   | 15:00 | SSS Lisboa             | 3.27 km   | Petter Solberg     | 2:57.1     | 66.47 km/h  | Petter Solberg     |
| Frazione 1 (29 marzo)  | PS2   | 20:19 | Gomes Aires            | 10.19 km  | Petter Solberg     | 6:38.1     | 92.15 km/h  | Petter Solberg     |
| Frazione 1 (29 marzo)  | PS3   | 20:49 | Santa Clara            | 14.29 km  | Jari-Matti Latvala | 8:34.4     | 100.01 km/h | Jari-Matti Latvala |
| Frazione 1 (29 marzo)  | PS4   | 21:25 | Ourique                | 11.10 km  | Ott Tänak          | 6:45.5     | 98.55 km/h  | Jari-Matti Latvala |
| Frazione 2 (30 marzo)  | PS5   | 12:01 | Tavira 1               | 25.01 km  | Dani Sordo         | 17:55.3    | 83.73 km/h  | Petter Solberg     |
| Frazione 2 (30 marzo)  | PS6   | 12:36 | Alcarias 1             | 25.15 km  | Dani Sordo         | 20:14.7    | 74.54 km/h  | Mikko Hirvonen     |
| Frazione 2 (30 marzo)  | PS7   | 13:28 | S. Brás de Alportel 1  | 16.18 km  | Dani Sordo         | 13:11.7    | 73.57 km/h  | Mikko Hirvonen     |
| Frazione 2 (30 marzo)  | PS8   | 15:56 | Tavira 2               | 25.01 km  | cancellate         | cancellate | cancellate  | Mikko Hirvonen     |
| Frazione 2 (30 marzo)  | PS9   | 16:31 | Alcarias 2             | 25.15 km  | cancellate         | cancellate | cancellate  | Mikko Hirvonen     |
| Frazione 2 (30 marzo)  | PS10  | 17:23 | S. Brás de Alportel 2  | 16.18 km  | cancellate         | cancellate | cancellate  | Mikko Hirvonen     |
| Frazione 3 (31 marzo)  | PS11  | 09:49 | Almodovar 1            | 26.22 km  | Dani Sordo         | 16:30.8    | 95.27 km/h  | Mikko Hirvonen     |
| Frazione 3 (31 marzo)  | PS12  | 10:43 | Vascao 1               | 25.29 km  | Petter Solberg     | 17:03.5    | 88.95 km/h  | Mikko Hirvonen     |
| Frazione 3 (31 marzo)  | PS13  | 11:33 | Loulé 1                | 22.57 km  | Petter Solberg     | 15:49.7    | 85.56 km/h  | Mikko Hirvonen     |
| Frazione 3 (31 marzo)  | PS14  | 14:39 | Almodovar 2            | 26.22 km  | Petter Solberg     | 16:06.9    | 97.62 km/h  | Mikko Hirvonen     |
| Frazione 3 (31 marzo)  | PS15  | 15:33 | Vascao 2               | 25.29 km  | Petter Solberg     | 16:16.5    | 93.24 km/h  | Mikko Hirvonen     |
| Frazione 3 (31 marzo)  | PS16  | 16:23 | Loulé 2                | 22.57 km  | Dani Sordo         | 15:25.0    | 87.84 km/h  | Mikko Hirvonen     |
| Frazione 4 (1º aprile) | PS17  | 07:59 | Silves 1               | 21.42 km  | Jari-Matti Latvala | 12:01.2    | 106.92 km/h | Mikko Hirvonen     |
| Frazione 4 (1º aprile) | PS18  | 08:52 | Santana de Serra 1     | 31.04 km  | Jari-Matti Latvala | 22:48.0    | 81.68 km/h  | Mikko Hirvonen     |
| Frazione 4 (1º aprile) | PS19  | 09:42 | Sambro 1               | 5.08 km   | Petter Solberg     | 3:09.2     | 96.66 km/h  | Mikko Hirvonen     |
| Frazione 4 (1º aprile) | PS20  | 12:23 | Silves 2               | 21.42 km  | Petter Solberg     | 12:05.2    | 106.33 km/h | Mikko Hirvonen     |
| Frazione 4 (1º aprile) | PS21  | 13:16 | Santana de Serra 2     | 31.04 km  | Jari-Matti Latvala | 22:54.1    | 81.32 km/h  | Mikko Hirvonen     |
| Frazione 4 (1º aprile) | PS22  | 14:10 | Sambro 2 (Power stage) | 5.08 km   | Dani Sordo         | 3:10.4     | 96.05 km/h  | Mikko Hirvonen     |

### Power Stage
| Pos | Pilota             | Tempo    | Distacco | V. media  | Punti |
| --- | ------------------ | -------- | -------- | --------- | ----- |
| 1   | Dani Sordo         | 3:10.473 | 0.000    | 96.1 km/h | 3     |
| 2   | Jari-Matti Latvala | 3:10.747 | +0.274   | 95.9 km/h | 2     |
| 3   | Ott Tänak          | 3:12.569 | +2.096   | 95.0 km/h | 1     |

## Classifiche Mondiali

### Piloti
| Pos | Pilota                   | Punti |
| --- | ------------------------ | ----- |
| 1   | Sébastien Loeb           | 66    |
| 2   | Petter Solberg           | 62    |
| 3   | Mads Østberg             | 53    |
| 4   | Mikko Hirvonen           | 50    |
| 5   | Evgeny Novikov           | 39    |
| 6   | Jari-Matti Latvala       | 28    |
| 7   | Dani Sordo               | 21    |
| 8   | Nasser Al-Attiyah        | 20    |
| 9   | Ott Tänak                | 15    |
| 10  | Martin Prokop            | 14    |
| 11  | Sébastien Ogier          | 10    |
| 12  | François Delecour        | 8     |
| 13  | Dennis Kuipers           | 8     |
| 14  | Armindo Araújo           | 7     |
| 15  | Henning Solberg          | 6     |
| 16  | Pierre Campana           | 6     |
| 17  | Patrik Sandell           | 4     |
| 18  | Thierry Neuville         | 4     |
| 19  | Ken Block                | 2     |
| 20  | Jari Ketomaa             | 2     |
| 21  | Eyvind Brynildsen        | 1     |
| 22  | Ricardo Triviño          | 1     |
| 23  | Peter van Merksteijn Jr. | 1     |

### Costruttori
| Pos | Team                                  | Punti |
| --- | ------------------------------------- | ----- |
| 1   | Citroën Total World Rally Team        | 108   |
| 2   | Ford World Rally Team                 | 96    |
| 3   | M-Sport Stobart Ford World Rally Team | 69    |
| 4   | Qatar World Rally Team                | 31    |
| 5   | Mini WRC Team                         | 26    |
| 6   | Citroën Junior World Rally Team       | 18    |
| 7   | Adapta World Rally Team               | 12    |
| 8   | WRC Team Mini Portugal                | 10    |

### Piloti S-WRC
| Pos | Pilota               | Punti |
| --- | -------------------- | ----- |
| 1   | Craig Breen          | 43    |
| 2   | Hayden Paddon        | 37    |
| 3   | Maciej Oleksowicz    | 26    |
| 4   | Per-Gunnar Andersson | 25    |
| 5   | Pontus Tidemand      | 15    |
| 6   | Pedro Meireles       | 15    |
| 7   | Yazeed Al-Rajhi      | 10    |
| 8   | Alister McRae        | 6     |

### Piloti WRC Academy
| Pos | Pilota              | Punti |
| --- | ------------------- | ----- |
| 1   | Alastair Fisher     | 28    |
| 2   | Brendan Reeves      | 20    |
| 3   | Pontus Tidemand     | 16    |
| 4   | Timo van der Marel  | 12    |
| 5   | Fredrik Ahlin       | 11    |
| 6   | Jose Antonio Suarez | 10    |
| 7   | Elfyn Evans         | 6     |
| 8   | João Silva          | 4     |
| 9   | John MacCrone       | 2     |